# دخن أزغب

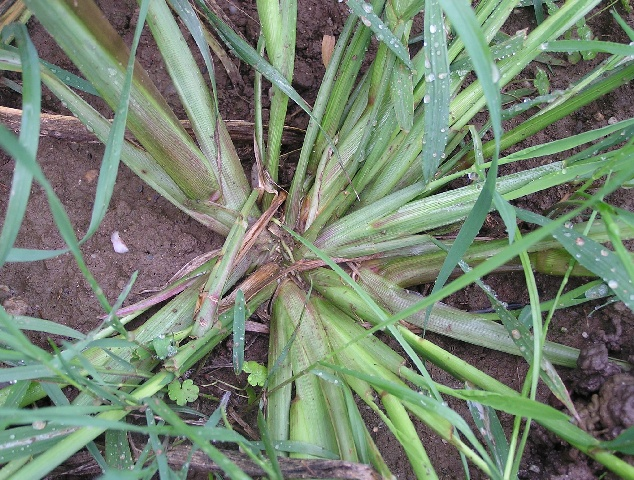

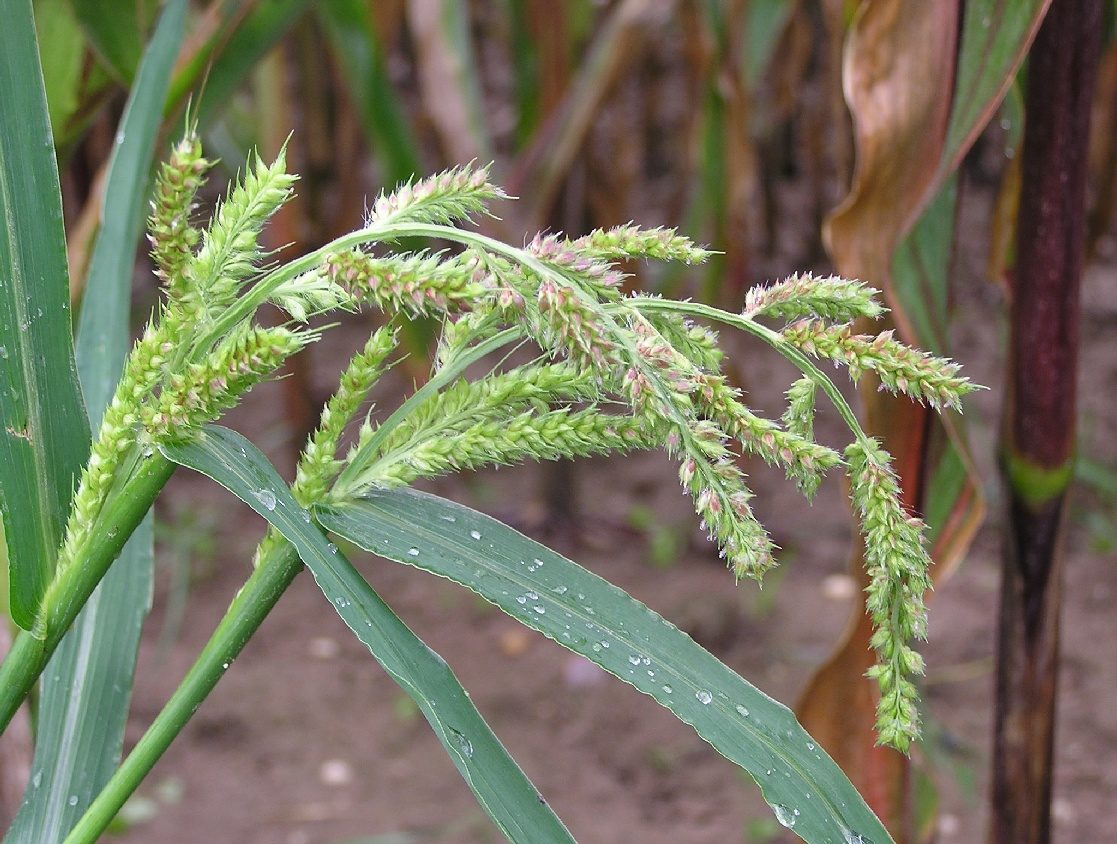

دُخْن أزغب يعلو نحو ٤٠ إلى ٨٠ سم. ساقه عقداء قصيرة السلاميات. عصفه كثير العدد. نصله أزغب البشرة. عثكوله سنابل مجتمعة على محور واحد يراوح عددها من ٣ إلى ٥.